# 韦斯特伯里
韦斯特伯里是英國英格蘭的一個城鎮和民政教區，位於英格蘭西部威爾特郡。這裡以韦斯特伯里白马而著稱。

## 友好城市
- 法國 卢瓦河畔蒙瓦勒

## 外部連結
- Westbury Town Council （页面存档备份，存于）
- Historic Westbury photos （页面存档备份，存于） at BBC Wiltshire（页面存档备份，存于）
- 中的“韦斯特伯里”